# Žil Delez
Žil Delez (franc. Gilles Deleuze; 18. januar 1925 — 4. novembar 1995) bio je francuski filozof koji je početkom šezdesetih godina dvadesetog veka, pa do svoje smrti, pisao o filozofiji, književnosti, likovnoj umetnosti kao i o filmu. Bio je jedan od najuticajnijih filozofa druge polovine dvadesetog veka. Njegova najpopularnija dela su dva toma Kapitalizma i šizofrenije: Anti-Edip (1972) i Hiljadu platoa (1980), oba napisana u saradnji sa psihoanalitičarem Feliksom Gutarijem. Njegova metafizička rasprava Razlika i ponavljanje (1968), smatra se njegovim remek delom. A. V. Mur nakon navođenja Bernard Vilijamsovih kriterijuma za kvalifikaciju kao velikog mislioca, rangira ga među najveće filozofe.

## Život
Delez je rođen u porodici srednje klase u Parizu i tamo je živeo većinu svog života. Početak njegovog školovanja obuhvatao je period Drugog svetskog rata, a za to vreme je prisustvovao liceju Lazara Karnota. On je takođe proveo godinu dana u khâgni, na liceju Henrija IV. Tokom nacističke okupacije Francuske, Delezov stariji brat, Georgije, biva uhapšen zbog učešća u francuskim otporima, a umro je dok su ga transportovali u koncentracioni logor. 1944. godine Delez odlazi da studira na Sorboni. Među njegovim profesorima nalazi se nekoliko poznatih stručnjaka istorije filozofije kao što su Žorž Kangilem, Žan Ipolit, Ferdinand Alkve, Mauris de Gandilak, i oni su zaslužni za Delezov životni interes za kanonske figure moderne filozofije. Pored toga, Delez je smatrao rad Žan Pol Sartra primamljivim.
Delez je prošao agregaciju u filozofiji 1948.godine, a predavao je na različitim licejima, (Amies, Orleans, Luis le Grand) sve do 1957., kada je preuzeo položaj na Sorboni. Godine 1953. objavio je njegovu prvu monografiju Empirizam i subjektivitet. Ova monografija je zasnovana na njegovim DES tezama, koje su sprovedene pod rukovodstvom Hipolita i Kanguilhema. Oženio se sa Deniz Paul "Fani" Granđouan 1956.godine. Od 1960. do 1964. godine bio je na poziciji u francuskom Nacionalnom centru za naučna istraživanja. Tokom ovog perioda objavio je seminalni Niče i filozofija (1962) i sprijateljio se sa Mišel Fukoom. Od 1964. do 1969. godine bio je profesor na Univerzitetu u Lionu u Francuskoj. Godine 1968. objavio je dve disertacije,  Razlika i ponavljanje (pod nadzorom Gandilaka) i Ekspresionizam u filozofiji: Spinoza (pod nadzorom Alkuie).
Godine 1969. imenovan je na Univerzitetu Pariz VIII ili Univerzitet Vinsens u Sent-Denizu, eksperimentalna škola organizovana da sprovede reformu obrazovanja. Ovaj novi univerzitet je proizveo veliki broj talentovanih naučnika, uključujući Fukoa (koji je predložio Delezovo zapošljavanje), kao i psihoanalitičar Feliks Gutari. Delez je predavao na Vinsensu sve do njegovog penzionisanja 1987.godine.
Delez, koji je bolovao od respiratornih oboljenja od malih nogu, 1968.godine biva pogođen tuberkulozom koja je napredovala i na kraju rezultirala uklanjanjem pluća. Tokom ostatka svog života on je pretrpeo sve ozbiljne respiratorne simptome. Poslednjih godina svog života, jednostavni zadaci kao što su pisanje rukopisa zahtevali su težak napor i veliki trud. On je 1995. godine počinio samoubistvo, bacivši se kroz prozor njegovog stana. Pre njegove smrti, Delez je iskazao svoju nameru da napiše knjigu pod naslovom Marksov sjaj, a iza sebe je ostavio dva poglavlja nedovršenog projekta pod nazivom Ansambli i multiplicitet (oba poglavlja su objavljena kao eseji Imanencija: Život i Realni i virtuelni) Sahranjen je na groblju u selu Sent Leonard de Noblat.
Delez sebe nije smatrao interesantnim za sastavljanje autobiografije. Kad je jednom bio pitan da priča o svom životu, on je odgovorio: "Životi akademaca su retko zanimljivi" Kada je kritičar bio dirnut Delezovim neobično dugim, neisečenim noktom na prstu kao pokazateljem ekscentričnosti, on je odgovorio: "Nemam normalne zaštitne pršljenove, tako da dodirivanje bilo čega, naročito tkanine, prouzrokuje takvu iritaciju, da mi je potreban dug nokat da bi ih zaštitio." Delez završava svoj odgovor na ovu kritiku ovako: "Šta vi znate o meni, obzirom da verujem u tajnosti? Ako se držim tu gde jesam, ako ne putujem okolo kao svi drugi, ja pravim moja unutrašnja putovanja tako da mogu meriti samo po mojim emocijama i izražavaju veoma ukoso i obilazno u ono što pišem. Argumenti iz sopstvenog privilegovanog života su loši i nazadni argumenti".
Kao i mnogi od njegovih savremenika, uključujući Sartra i Fukoa, Delez je bio ateista.

## Filozofija
Delezov rad spada u dve grupe: sa jedne strane, monografije tumače rad drugih filozofa (Baruh Spinoza, Gotfrid Vilhelm Lajbnic, Imanuel Kant, Dejvid Hjum, Fridrih Niče, Anri Bergson, Mišel Fuko) i umetnika (Marsel Prust, Franc Kafka, Fransis Bejkon), a sa druge strane raznovrsnim filozofskim knjigama organizovanih od strane koncepata (na primer: razlika, smisao, događaji, šizofrenija, bioskop, filozofija). Međutim, bez obzira na temu, Delez dosledno razvija varijacije na sličnim idejama.

### Metafizika
U Delezovom radu glavni filozofski projekat, pre njegove saradnje sa Gutarijom, može se bez okolišanja sumirati kao inverzija tradicionalnog metafizičkog odnosa između identiteta i razlike. Prema tradiciji, razlika se vidi kao derivat identiteta: na primer, da kažemo da je "X različito od Y", pretpostavlja se da su neki X i Y najmanje relativno stabilni identiteti (kao u Platonovoj formi). Naprotiv, Delez tvrdi da su svi identiteti efekti razlike. Identiteti nisu ni logički ni metafizički prior razlike. Delez dokazuje da "postoje razlike u prirodi između stvari koje su iste vrste".. To znači ne samo da ne postoje dve iste stvari, nego da kategorije koje mi koristimo da identifikujemo pojedince na prvom mestu proizilaze iz različitosti. Očigledni identiteti kao što je "X", su sastavljeni od beskrajnog niza razlika, gde je "X"="razlika između x i x", i "x"="razlika između...", i tako dalje. Razlika, drugim rečima, ide skroz dole. Da bi se suočili sa stvarnošću iskreno, Delez tvrdi, mi moramo shvatiti bića upravo onakva kakva jesu i koncepte identiteta (forme, kategorije, sličnosti, jedinstvenost u shvatanju, predikate...) sve dok ne postignemo ono što on naziva "razlika u sebi". "Ako filozofija ima pozitivan i direktan odnos prema stvarima, to je samo utoliko što filozofija tvrdi da shvatiti samu stvar, prema onome što jeste, u svojoj razlici od svega što nije, drugim rečima u svojoj unutrašnjoj razlici".
Kao Kant i Bergson, Delez smatra da tradicionalno mišljenje prostora i vremena njih vidi kao objedinjene forme od strane subjekta. On stoga zaključuje da je čista razlika ne-prostorno-vremenski; to je ideja koju Delez naziva "virtuelni". Ovaj izum upućuje na Prustovu definiciju šta je konstantno i u prošlosti i u sadašnjosti: "stvaran, a da ne bude aktuelan, idealan, a da ne bude apstraktan". Dok Delezove virtuelne ideje površno podsećaju na Platonove forme i Kantove ideje čistog uma, one nisu originali ili modeli, niti su nadmašili postojeće iskustvo; umesto toga, one su uslovi stvarnog iskustva, unutrašnje razlike u sebi. "Koncept njihove reforme je identičan njihovom objektu." Delezova idea ili koncept razlike nije priviđanje, apstrakcija neke iskustvene stvari, to je stvaran sistem diferencijalnih odnosa koji stvaraju aktuelan prostor, vreme i senzacije.
Stoga, Delez ponekad upućuje na njegovu filozofiju kao na transcedentalni empirizam, ciljajući na Kanta i Fridriha fon Šelinga. U Kantovom transcedentalnom idealizmu iskustvo ima smisla samo kada je organizovano oblicima senzibiliteta (to jest, prostorom i vremenom) i intelektualnim kategorijama (kao što je uzročnost). Ako pretpostavimo da će sadržaj ovih formi i kategorija biti svojstvo sveta kao što ono postoji nezavisno od našeg perceptualnog pristupa, prema Kantu, rađa zavodljiva ali besmislena metafizička uverenja (na primer, proširenje koncepta uzročnosti mogućeg iskustva rezultata nepoverljivog razmišljanja o prvom uzroku). Delez obrće Kantovske aranžmane: iskustvo prevazilazi naše koncepte kroz predstavljanje novina, a to sirovo iskustvo razlike ostvaruje ideju, neometano od strane naših pređašnjih kategorija, terajući nas da izmislimo nove načine razmišljanja.
Istovremeno, Delez tvrdi da ideja da rečima opisivane osobine Boga, označavaju istu stvar kada se koriste kod stvari ili ljudi (eng. Univocity of being), odnosno da su sva njena čula potvrđena u jednom glasu. Delez pozajmljuje doktrinu ontološke navedene ideje od srednjovekovnog filozofa Duns Skota. U srednjem veku sporove oko prirode Boga, mnogi ugledni teolozi i filozofi (poput Tome Akvinskog), smatraju da kada se kaže "Bog je dobar", božija dobrota je samo analogna ljudskoj dobroti. Skot tvrdi suprotno, da kada se kaže "Bog je dobar", navedena dobrota je identična kao kad bi rekli "Jana je dobra". Što znači, da se Bog razlikuje od nas samo u stepenu i osobinama kao što su dobrota, moć, pamet i mnoge druge. Delez sumira ovu ontologiju u paradoksnu formulu pluralizam = monizam.
Njegovo delo Razlika i ponavljanje (1968), je najdokaziviji i najsistematičniji pokušaj da razradi detalje metafizike, ali i njegovi ostali radovi sadrže slične ideje. Niče i filozofija (1962), je na primer realna predstava snaga; u Anti-Edipu (1972), iznosi svoju čuvenu koncepciju „telo bez organa”, u kojoj opisuje odnos sa sopstvenim literalnim telom; u Šta je filozofija? (1991), sadrži koncepciju „imanentna ravan”, koja govori da postojeće ili ono što opstaje unutar, obično nudi relativan otpor transcendenciji, tj. onome što je iznad ili ispod.

### Epistemologija
Delezova neobična metafizika zahteva podjednako atipičnu epistemologiju, ili kako je on zove transformacija "slike misli". Prema Delezu, tradicionalna slika misli, spominjana od strane filozofa poput Aristotela, Rene Dekarta i Edmunda Huserla pogrešno razume razmišljanje kao najneproblematičniji posao. Istina može biti teška za otkriti - može da zahteva život čistog teoretisanja, rigoroznog proračuna ili sistematične sumnje - ali razmišljanje može da, makar u načelu, ispravno shvati činjenice, forme, ideje itd. Može biti praktično nemoguće da postigne Božje oko, neutralnu tačku gledišta, ali to je ideal približnog: nezainteresovana potraga koja rezultira determinantom, ustaljenom istinom; uredno proširenje zdravog razuma. Delez odbacuje ovaj pogled kao oblaganje metafizičkog toka, umesto tvrdnje da je istinsko razmišljanje nasilno suočavanje sa stvarnošću, nevoljni prekid ustanovljenih kategorija. Istina menja ono što mislimo; prepravlja ono što mislimo da je moguće. Stavljajući sa strane pretpostavku da razmišljanje ima prirodnu sposobnost da prepozna istinu, Delez kaže, mi postižemo "misao bez slike", misao uvek determinisanu problemima, a ne rešavanjem istih. "Sve ovo, međutim, predstavlja kodove ili aksiome koji ne rezultiraju slučajno, več nemaju ni unutrašnju racionalnost. To je baš poput teologije: sve u vezi sa njom je poprilično racionalno ako prihvatite greh, besprekornu zamisao i ovaploćenje. Razum je uvek region isklesan iz iracionalnog - ne sklonjen od iracionalnog, već isprepletan istim i definisan jedino određenom vrstom veze među iracionalnim faktorima. Ispod razuma leži delerijum i zanošenje".
Delezovo jedinstveno štivo istorije filozofije potiče iz ove neobične epistemološke perspektive. Čitati filozofa više nije sa namerom da se nađe jedina, ispravna interpretacija, već da bi se predstavio filozofov pokušaj da se uhvati u koštac sa prirodom problematike stvarnosti. "Filozofi predstavljaju nove koncepte, objašnjavaju ih, ali nam ne govore, makar ne u potpunosti, kojim problemima ovi koncepti predstavljaju odgovor. [...] Istorija filozofije, pre nego što ponavlja šta filozof govori, mora da kaže šta je uzeo zdravo za gotovo, šta nije rekao, ali je pored toga prisutno i u onome što jeste rekao." 
Isto tako, pre posmatranja filozofije kao bezvremenske potrage za istinom, razumom ili zakonitostima. Delez definiše filozofiju kao tvorevinu koncepata. Za Deleza, koncepti nisu uslovi ili predlozi identiteta, već metafizička konstrukcija koja određuje spektar razmišljanja, kao što su Platonove ideje, Dekatov cogito ili Kantova doktrina moći, filozofski koncept "postavljanja sebe i svoje objekte u isto vreme kada je kreiran". Iz Delezove perspektive, onda, filozofija približnije liči na praktičnu ili umetničku produkciju nego na dodatak definitivnom naučnom opisu već postojećeg sveta (kao što je običaj kod Džona Loka ili Vilarda Van Ormana Kvina).
U njegovom kasnijem radu (od približno 1981. pa nadalje) Delez odsečno ističe umetnost, filozofiju i nauku kao tri posebne discipline, svaka analizirajući stvarnost na svoj način. Dok filozofija stvara koncepte, umetnost stvara nove kvalitativne kombinacije senzacije i osećaja (koja Delez naziva "perceptima" i "afektima"), i nauke stvaraju kvantitativne teorije zasnovane na fiksnim tačkama upućivanja kao što su svetlosna brzina i apsolutna nula (koje Delez naziva "funktivima"). Prema Delezu, nijedna od ovih disciplina ne uživa prvenstveno u odnosu na druge: one su različiti načini organizovanja metafizičkog toka, "odvojene melodične linije u konstantnom uzajamnom dejstvu". Na primer, Delez ne tretira film kao umetnost koja predstavlja spoljašnju stvarnost, već kao ontološku praksu koja stvara različite načine, načine organizovanja pokreta i vremena. Filozofija, nauka i umetnost su podjednako i u suštini kreativne i praktične. Stoga, umesto postavljanja tradicionalnog pitanja identiteta kao što je "da li je istinito?" ili "šta je?", Delez predlaže da bi pitanja trebalo da budu funkcionalna ili praktična: "šta radi?" ili "kako radi?".

### Vrednosti
U etici i politici, Delez opet odjekuje Spinozom, iako oštrim Ničeanskim ključem. U klasičnom liberalnom modelu društva, moralnost potiče iz individua, koji nose apstraktna prirodna prava ili obaveze određene od strane njih samih ili Boga. Prateći njegovo odbacivanje bilo koje metafizike bazirane na identitetu, Delez kritikuje pojam individue kao privlačan ili kolebljiv deo diferencijacije (kao što etimologija reči "individua" sugeriše). Vođen etičkim naturalizmom Spinoze i Ničea, Delez nastoji da razume individue i njihove moralnosti kao produkte predindividualnih želja i snaga. U dva toma ''Kapitalizma i šizofrenije'', Delez i Gutari opisuju istoriju kao zamrzavanje i disciplinovanje „željene produkcije” (koncept koji kombinuje Frojdove nagone i Marksov proleterijat) u modernu individuu (tipično neurotičnu i potisnutu), prirodno stanje (društvo kontinuirane kontrole) i kapitalizam (anarhija pripitomljena u infantilnu komodifikaciju). Delez, prateći Karla Marksa, dočekuje kapitalističku destrukciju tradicionalne društvene hijerarhije kao oslobađajuću, ali je osuđuje zbog njene homogenizacije svih vrednosti tržišnih ciljeva.
Ali kako Delez usklađuje svoje pesimističke dijagnoze sa svojim etičkim naturalizmom, Delez tvrdi da su standardi vrednosti interni ili imanentni: dobro živeti je u potpunosti iskazati snagu, ići do granica potencijala pre nego osuđivanja postojećeg neempirijskim, transcedentalnim standardima. Moderno društvo još uvek suzbija razlike i otuđuje ljude od onoga što mogu da učine. Kako bi smo potvrdili realnost, tok promene i razlika, moramo obrnuti utvrđene identitete i postati sve što možemo postati - iako ne možemo znati unapred šta je to. Vrhunac Delezove prakse je, onda, kreativnost. "Ovde, možda, leži tajna: uvesti postojanje i ne osuđivati. Ako je tako odvratno osuđivati, to nije zato što je sve jednake vrednosti, već nasuprot zato što vrednost može biti napravljena i istaknuta od strane prkosećeg suda. Šta ekspert suđenja, u umetnosti, može podneti u poslu koji dolazi?".

### Delezove interpretacije
Delezove studije individualnih filozofa i umetnika su namerno jeretičke. U ''Niče i filozofija'', na primer Delez tvrdi da je Ničeov ''Rodoslov moralnosti'' (1887) pokušaj da preradi Kantovu ''Kritiku čistog uma''(1781), iako Niče nigde ne spominje Prvu kritiku u Rodoslovu, i iako je predmet morala Rodoslova daleko udaljen od epistemološkog fokusa Kantove knjige. Isto tako, Delez tvrdi da je nedvoznačnost uređujući princip Spinozine filozofije, uprkos potpunog odsustva pojma u Spinozinim radovima. Delez je jednom slavno opisao svoj metod tumačenja filozofa kao "sodomija", skrivajući autora i proizvodeći potomak koji je prepoznatljivo njegov, ali istovremeno monstruozan i drugačiji.
Razne monografije prema tome nisu pokušaji da pokažu šta su Niče i Spinoza strogo nameravali, već ponovno izvođenje njihovih ideja na drugačiji i neočekivan način. Delezovo jedinstveno štivo cilja da donese kreativnost za koju se veruje da je vrhunac filozofske prakse. Paralela u oslikavanju Delezovog ukazivanja je Fransis Bejkonova ''Studija po Velaskezu'' - poprilično je mimo suštine reći da Bejkon "razume Velaskeza pogrešno". Slična razmatranja se primenjuju, iz Delezove perspektive na njegovu vlastitu upotrebu matematičkih i naučnih termina, tempom kritičara poput Alana Sokala: "ne govorim da Rezni i Prigožin, ili Godar i Tom rade istu stvar. Ukazujem, pre, da postoje izvanredne sličnosti između naučnih tvoraca, funkcija i sinematskih tvoraca slike. Isto važi za filozofske koncepte, s obzirom da postoje različiti koncepti ovih prostora."

## Odziv
U šezdesetim godinama dvadesetog veka, Delezov opis Ničea, kao metafizičara razlike pre nego kao nazadnog mistika, doprineo je u velikoj meri verodostojnosti i popularnosti "levog krila ničenizma" kao intelektualnom stavu. Njegove knjige ''Razlike ponavljanja'' (1968) i ''Logika smisla'' (1969), navele su Fukoa da izjavi da "jednog dana, možda, ovaj vek zvaće se delezovskim" (Delez, sa svoje strane, rekao je da je Fukoov komentar bio "šala namenjena da nasmeje one kojima se dopadamo, a sve ostale učini modrim"). U sedamdesetim godinama, ''Anti-Edip'', pisan naizmenično u vulgarnom i ezoteričnom stilu, nudeći dalekosežnu analizu porodice, jezika, kapitalizma i istorije uz pomoć eklektičnih pozajmica Frojda, Marksa, Ničea i desetine drugih pisaca, primljen je kao teoretsko otelotvorenje anarhičnog duha maja 1968. godine. 1994. i 1995., ''Abeceda Žila Deleza'', osmočasovna serija intervjua između Deleza i Kler Parnet, emitovana je na francuskom Arte kanalu.
Osamdesetih i devedesetih godina, skoro sve Delezove knjige prevedene su na engleski. Delezov rad često je navođen na englesko-govorećoj akademiji (2007. bio je 11. najčešće citiran autor u engleskim publikacijama humanistike, pored Frojda i Kanta). Kao njegovi savremenici Fuko, Derida i Žan-Fransoa Liotard, Delezov uticaj najviše se osećao u severnoameričkim odeljenjima humanistike, delom u književnoj teoriji, gde su Anti-Edip i Hiljadu platoa često smatrane kao značajan izraz poststrukturalizma i postmodernizma, iako ni Delez ni Gatari nisu opisali svoje radove u tim periodima. Isto tako, u engleski-govorećoj akademiji, Delezov rad tipično je klasifikovan kao kontinentalna filozofija. Filozof A. V. Mur, nakon navođenja Bernard Vilijamsovog kriterijuma za kvalifikovanje velikih mislilaca, rangirao ga je među "najveće filozofe".
Delez je takođe privikao i kritičare. Filozof Vinsent Dekomb dovodi u pitanje Delezovu upotrebu termina "koncept razlike", pišući da "ako postoji koncept razlike između koncepta i intuicije, onda mora postojati potpuno logičan prolaz od shvatljivog do razumnog, ili od univerzalnog do partikularnog". Dekomb takođe govori da je Delezova analiza istorije u Anti-Edipu "apsolutan idealizam", kritikujući realnost za podbacivanje nepostojećeg ideala šizofrenog postojanja. Filozof Manfred Frenk tvrdi da Delezova teorija individuacije kao procesa nedostižne diferencijacije ne uspeva da objasni jedinstvo svesti. Filozof Paskal Engel osuđuje Delezovu misao. Prema Engelu, Delezov metafilozofski prilaz onemogućuje razumno neslaganje sa filozofskim sistemom, i tako uništava značenje, istinu i samu filozofiju. Engel rezimira Delezovu metafilozofiju ovako: "Kada se suočite sa prelepim filozofskim konceptom, trebalo bi samo da se opustite i divite mu se. Ne bi trebalo da ga dovodite u pitanje." Filozof Stenli Rozen protestuje Delezovu interpretaciju Ničeovog večnog povratka.
Filozof Alan Badu tvrdi da Delezova metafizika očigledno samo obuhvata mnoštvo i raznolikost, ostavljajući na dnu nemilosrdni monizam. Badu dalje govori da u praktičnom pitanju, Delezov monizam zahteva asketski, aristokratski fatalizam srodan srednjovekovnom stoicizmu. Politički filozof Tod Mej govori da Delezova tvrdnja da je razlika ontološki primarna, na kraju se suprotstavlja njegovom zagrljaju imanencije, na primer njegov monizam. Ipak, Mej veruje da Delez može da odbaci tezu primarne različitosti i prihvati Vitgenštajnov holizam bez značajnog menjanja njegove praktične filozofije.
U Modernoj besmislici (1997), fizičari Alan Sokal i Žan Brikmont optužuju Deleza za zloupotrebu matematičkih i naučnih termina naročito klizeći između prihvaćenih tehničkih značenja i njegove vlastite idiosinkratičke upotrebe tih termina u svojim radovima, kao što je već spomenuto ranije u tekstu. Sokal i Brikmont tvrde da se oni ne okreću metaforičkom rasuđivanju, uključujući matematičke koncepte, ali matematički naučni termini su korisni samo toliko koliko su precizni. Oni daju primer "zloupotrebe" matematičkih koncepata tako što ih izvlače iz namenjenog značenja, polažući ideju u svakodnevnom jeziku, svodeći je na očiglednu istinu ili koještariju. Prema njihovom mišljenju, Delez koristi matematičke koncepte pri čemu tipičan čitalac možda nije edukovan, i na taj način služi za prikaz erudicije pre nego prosvetljenja čitaoca. Sokal i Brikmont govore da se oni bave samo sa "zloupotrebom" matematičkih i naučnih koncepata i eksplicitno suspenduju osudu o Delezovim širim doprinosima.
Filozof Slavoj Žižek tvrdi da Delezova ontologija osciluje između materijalizma i idealizma, i da Delezov Anti-Edip ("verovatno Delezova najgora knjiga"), "politička strana Deleza" pod lošim uticajem Gatarija, završava uprkos protivljenju suprotnom, kao "ideolog kasnog kapitalizma". Žižek takođe poziva na odgovornost Deleza zbog navodnog smanjivanja subjekta na samo još jednu građu i time ne uspevajući da shvati ništavilo koje, prema Lakanu i Žižeku, definiše subjektivnost. Politički filozof Piter Halvard govori da Delezovo insistiranje da je biće neminovno kretivno i večito diferencirajuće zahteva da njegova filozofija ne može da obezbedi uvid, i krajnje je ravnodušan prema materijalnom, pravom stanju postojanja. Prema tome, Halvard tvrdi da je Delezova misao bukvalno vanzemaljska ciljajući ka pasivnom razmišljanju o raspuštanju svih identiteta u teofaniju prirodnog samo-stvaranja.

## Bibliografija
- Empirizam i subjektivnost (1953), (Empirisme et subjectivité)
- Niče i filozofija (1962), (Nietzsche et la philosophie)
- Kantova kritika filozofije (1963), (La philosophie critique de Kant)
- Prust i znakovi (1964, drugo dopunjeno izdanje 1976), (Proust et les signes)
- Bergsonizam (1966), (Le Bergsonisme)
- Mazohizam: Hladnoća i surovost (1967), (Présentation de Sacher-Masoch)
- Razlika i ponavljanje (1968), (Différence et répétition)
- Ekspresionizam u filozofiji: Spinoza (1968), (Spinoza et le problème de l'expression)
- Logika osećaja (1969), (Logique du sens)
- Spinoza: Praktična filozofija (1970, drugo dopunjeno izdanje 1981), (Spinoza - Philosophie pratique)
- Kako mi prepoznajemo strukturalizam? (1972), (A quoi reconnaît-on le structuralisme?)
- Kafka: Literatura za maloletnike (1975), (Kafka: pour une littérature mineure)
- Dijalog II (1977, drugo dopunjeno izdanje 1996 uz saradnju Klare Parnet), (Dialogues)
- Fransis Bejkon- Logika osećanja (1981), (Francis Bacon - Logique de la sensation)
- Bioskop 1- Pokretna slika (1983), (Cinéma I: L'image-mouvement )
- Bioskop 2- Slika u vremenu (1985), (Cinéma II: L'image-temps )
- Fuko (1986), (Foucault)
- Pregovaranje (1990), (Pourparlers)
- Eseji Kritično i Kliničko (1993), (Critique et clinique)
- Čista imanencija (2001), (Pure Immanence)
- Pusta ostrva i ostale priče (2002), (L'île déserte et autres textes)
- Dve vrste besa: tekstovi i intervjui (2004), (Deux régimes de fous et autres textes)

U saradnji sa Feliksom Gutarijem
- Anti-Edip (1972), (Capitalisme et Schizophrénie)
- Hiljadu platoa (1976), (Rhizome )
- Šta je filozofija? (1986), (Qu'est-ce que la philosophie?)

U saradnji sa Mišel Fukoom
- Intelektualci i moć: Diskusija između Deleza i Fukoa: Žurnal TELOS (1973)

## Dokumentarci
- L'Abécédaire de Gilles Deleuze u saradnji sa Klarom Parnet

## Spoljašnje veze
- Stenfordova enciklopedija filozofije: "Gilles Deleuze", by Daniel Smith & John Protevi.
- Internet enciklopedija filozofije: "Gilles Deleuze"[мртва веза], by Jon Roffe.
- „WebDeleuze”. Архивирано из оригинала 11. 1. 2006. г.
- Žurnal francuske filozofije